# Falla sud-valenciana
La denominada falla sud-valenciana és una falla tectònica que arranca vora la mar a Xeresa, passa per Barx, Xàtiva i tota la Vall de Montesa, prolongant-se després cap a terres manxegues pel corredor d'Almansa. La geologia defineixen aquest conjunt com una successió d'anticlinoris i sinclinoris amb vergència al nord, on els primers estan constituïts per materials carbonatats cretàcics (principalment) que donen lloc a les serres, i els segons a les valls, ocupats per les margues del Miocè, més o menys cobertes pels farciments detrítics quaternaris.
La falla sud-valenciana constitueix una línia divisòria entre el sistema Bètic (al sud) i el sistema Ibèric (al nord) al País Valencià.